# Ipolytarnóc
Ipolytarnóc (słow. Ipeľský Trnovec) – wieś i gmina w północnej części Węgier, w pobliżu miasta Salgótarján. Miejscowość leży na obszarze Średniogórza Północnowęgierskiego, w pobliżu granicy ze Słowacją. Administracyjnie należy do powiatu Salgótarján, wchodzącego w skład komitatu Nógrád.
Gmina Ipolytarnóc liczy 481 mieszkańców (2009) i zajmuje obszar 13,66 km².